# Liste der Bodendenkmale in Klein Meckelsen
In der Liste der Bodendenkmale in Klein Meckelsen sind alle Bodendenkmale der niedersächsischen Gemeinde Klein Meckelsen aufgeführt. Die Quelle ist der Denkmalatlas Niedersachsen. 
Der Stand der Liste ist der 7. Dezember 2024.
Allgemein

Klein Meckelsen im Landkreis Rotenburg (Wümme)

In den Spalten finden sich folgende Informationen des Bodendenkmales:
Lagegeographische Koordinaten
BezeichnungBezeichnung lt. Denkmalatlas
BeschreibungBeschreibung lt. Denkmalatlas
IDObjekt-ID
BildBild, ggf. zusätzlich mit Link zu weiteren Fotos im Medienarchiv Wikimedia Commons.

## Klein Meckelsen
| Lage                        | Bezeichnung                   | Beschreibung | ID       | Bild |
| --------------------------- | ----------------------------- | --- | -------- | ---- |
| 53° 17′ 43″ N, 9° 28′ 9″ O  | Klein Meckelsen 12, Grabhügel | Durchmesser ca. 14 m und Höhe ca. 0,8 m. Ebenmäßig gewölbt, Rand allmählich auslaufend. Im Zentrum längliche alte Einsenkung.                                             | 28900799 | BW   |
| 53° 17′ 41″ N, 9° 28′ 17″ O | Klein Meckelsen 13, Grabhügel | Durchmesser ca. 16 m und Höhe ca. 1,1 m. Annähernd rund, unebene Oberfläche, Rand schwach abgesetzt. Rückespur von Nord nach Süd.                                         | 28900800 | BW   |
| 53° 19′ 22″ N, 9° 25′ 9″ O  | Klein Meckelsen 20, Grabhügel | Durchmesser ca. 25 m und Höhe ca. 1,7 m. Rand abgesetzt. Nord-Teil alt abgetragen und zerstört, dort großes Sammelsteinlager. Um und auf dem Hügel sehr viele Lesesteine. | 28900818 | BW   |

### Klein Meckelsen 30
- ID:28900819
- Gruppe von neun Grabhügeln, mit 8 – 28 m Durchmesser und 0,4 – 1,8 m Höhe.

| Lage                        | Bezeichnung        | Beschreibung | ID       | Bild |
| --------------------------- | ------------------ | --- | -------- | ---- |
| 53° 19′ 48″ N, 9° 24′ 59″ O | Klein Meckelsen 30 | Durchmesser ca. 8,5 m und Höhe ca. 0,4 m. Ebenmäßig flach gewölbt, Rand sanft auslaufend. Kleine, flache Einsenkung in der Mitte.                                                | 28900820 | BW   |
| 53° 19′ 46″ N, 9° 24′ 59″ O | Klein Meckelsen 31 | Durchmesser ca. 14,5 m und Höhe ca. 0,9 m. Ebenmäßig schwach gewölbt, Rand allmählich auslaufend.                                                                                | 28900814 | BW   |
| 53° 19′ 43″ N, 9° 25′ 0″ O  | Klein Meckelsen 32 | Durchmesser ca. 28 m und Höhe ca. 1,8 m. Rand abgesetzt. Oberfläche stark zerklüftet und verwaschen. Im Nordost-Teil alte, größere Abtragung; in Ost-West-Richtung zwei Gräben.  | 28900815 | BW   |
| 53° 19′ 43″ N, 9° 24′ 56″ O | Klein Meckelsen 33 | Durchmesser ca. 21 m und Höhe ca. 1 m. Ebenmäßig geformt, Mitte abgeflacht, Rand schwach abgesetzt. In der Mitte weite alte Eingrabung, Dm. ca. 5 m. Schneise über den Süd-Rand. | 28900816 | BW   |
| 53° 19′ 41″ N, 9° 24′ 56″ O | Klein Meckelsen 35 | Durchmesser ca. 14,5 m und Höhe ca. 1,1 m. Ebenmäßig gewölbt, Rand abgesetzt. In der Mitte und am Südost-Rand alte Einsenkung.                                                   | 28900805 | BW   |
| 53° 19′ 40″ N, 9° 24′ 54″ O | Klein Meckelsen 36 | Durchmesser ca. 15 m und Höhe ca. 0,7 m. Ebenmäßig gewölbt, Rand schwach abgesetzt. Mitte alt eingesenkt.                                                                        | 28900806 | BW   |
| 53° 19′ 40″ N, 9° 24′ 55″ O | Klein Meckelsen 70 | Durchmesser ca. 12 m und Höhe ca. 0,8 m. Ebenmäßig gewölbt, Rand schwach abgesetzt. Ost-Teil alt abgetragen.                                                                     | 28900916 | BW   |
| 53° 19′ 40″ N, 9° 24′ 54″ O | Klein Meckelsen 71 | Durchmesser ca. 8 m und Höhe ca. 0,5 m. Schwach gewölbt, Rand kaum abgesetzt. Nord-Hälfte abgetragen.                                                                            | 28900915 | BW   |
| 53° 19′ 40″ N, 9° 24′ 56″ O | Klein Meckelsen 72 | Durchmesser ca. 15 m und Höhe ca. 1 m. Ebenmäßig geformt, Rand abgesetzt. In der Mitte alte Einsenkung.                                                                          | 28900811 | BW   |